# QR-розклад матриці
QR-розклад матриці — представлення матриці у вигляді добутку унітарної та правої трикутної матриці.
Матриця A розміру m×n може бути представлена у вигляді
{\displaystyle \ A=QR,}
де Q — унітарна матриця розміру m×m, R — верхня трикутна матриця розміру m×n.
Також можливі представлення QL, RQ, та LQ (де L — нижня трикутна матриця).
Для m×n матриці A, з m ≥ n нижні (m−n) рядків m×n верхньої трикутної матриці усі нульові, тому часто буває корисно розбити R, або R і Q:
{\displaystyle A=QR=Q{\begin{bmatrix}R_{1}\\0\end{bmatrix}}={\begin{bmatrix}Q_{1},Q_{2}\end{bmatrix}}{\begin{bmatrix}R_{1}\\0\end{bmatrix}}=Q_{1}R_{1},}
де R1 — це n×n верхня трикутна матриця, 0 — це (m − n)×n нульова матриця, Q1 — це m×n, Q2 — це m×(m − n) і Q1 та Q2 обидві мають ортогональні стовпчики.

## Обчислення
Розклад матриці може отримуватись за допомогою різних методів:
- Процес Грама — Шмідта,
- Перетворення Хаусхолдера,
- Поворот Ґівенса.

### Використовуючи процес Грама — Шмідта
Розглянемо процес Грама — Шмідта застосований до стовпчиків матриці {\displaystyle A=[\mathbf {a} _{1},\cdots ,\mathbf {a} _{n}]} з повним стовпчиковим рангом, де {\displaystyle \langle \mathbf {v} ,\mathbf {w} \rangle =\mathbf {v} ^{\top }\mathbf {w} } (або {\displaystyle \langle \mathbf {v} ,\mathbf {w} \rangle =\mathbf {v} ^{*}\mathbf {w} } у комплексному випадку).
Визначимо проєкцію вектора як:
{\displaystyle \mathrm {proj} _{\mathbf {e} }\mathbf {a} ={\frac {\left\langle \mathbf {e} ,\mathbf {a} \right\rangle }{\left\langle \mathbf {e} ,\mathbf {e} \right\rangle }}\mathbf {e} }
тоді:
{\displaystyle {\begin{aligned}\mathbf {u} _{1}&=\mathbf {a} _{1},&\mathbf {e} _{1}&={\mathbf {u} _{1} \over \|\mathbf {u} _{1}\|}\\\mathbf {u} _{2}&=\mathbf {a} _{2}-\mathrm {proj} _{\mathbf {u} _{1}}\,\mathbf {a} _{2},&\mathbf {e} _{2}&={\mathbf {u} _{2} \over \|\mathbf {u} _{2}\|}\\\mathbf {u} _{3}&=\mathbf {a} _{3}-\mathrm {proj} _{\mathbf {u} _{1}}\,\mathbf {a} _{3}-\mathrm {proj} _{\mathbf {u} _{2}}\,\mathbf {a} _{3},&\mathbf {e} _{3}&={\mathbf {u} _{3} \over \|\mathbf {u} _{3}\|}\\&\vdots &&\vdots \\\mathbf {u} _{k}&=\mathbf {a} _{k}-\sum _{j=1}^{k-1}\mathrm {proj} _{\mathbf {u} _{j}}\,\mathbf {a} _{k},&\mathbf {e} _{k}&={\mathbf {u} _{k} \over \|\mathbf {u} _{k}\|}\end{aligned}}}
Тепер ми можемо виразити {\displaystyle \mathbf {a} _{i}} через ново обчислений ортонормальний базис:
{\displaystyle {\begin{aligned}\mathbf {a} _{1}&=\langle \mathbf {e} _{1},\mathbf {a} _{1}\rangle \mathbf {e} _{1}\\\mathbf {a} _{2}&=\langle \mathbf {e} _{1},\mathbf {a} _{2}\rangle \mathbf {e} _{1}+\langle \mathbf {e} _{2},\mathbf {a} _{2}\rangle \mathbf {e} _{2}\\\mathbf {a} _{3}&=\langle \mathbf {e} _{1},\mathbf {a} _{3}\rangle \mathbf {e} _{1}+\langle \mathbf {e} _{2},\mathbf {a} _{3}\rangle \mathbf {e} _{2}+\langle \mathbf {e} _{3},\mathbf {a} _{3}\rangle \mathbf {e} _{3}\\&\vdots \\\mathbf {a} _{k}&=\sum _{j=1}^{k}\langle \mathbf {e} _{j},\mathbf {a} _{k}\rangle \mathbf {e} _{j}\end{aligned}}}
де {\displaystyle \langle \mathbf {e} _{i},\mathbf {a} _{i}\rangle =\|\mathbf {u} _{i}\|}. Це можна записати у матричній формі:
{\displaystyle A=QR}
де:
{\displaystyle Q=\left[\mathbf {e} _{1},\cdots ,\mathbf {e} _{n}\right]\qquad {\text{and}}\qquad R={\begin{pmatrix}\langle \mathbf {e} _{1},\mathbf {a} _{1}\rangle &\langle \mathbf {e} _{1},\mathbf {a} _{2}\rangle &\langle \mathbf {e} _{1},\mathbf {a} _{3}\rangle &\ldots \\0&\langle \mathbf {e} _{2},\mathbf {a} _{2}\rangle &\langle \mathbf {e} _{2},\mathbf {a} _{3}\rangle &\ldots \\0&0&\langle \mathbf {e} _{3},\mathbf {a} _{3}\rangle &\ldots \\\vdots &\vdots &\vdots &\ddots \end{pmatrix}}.}

#### Приклад
Розглянемо декомпозицію
{\displaystyle A={\begin{pmatrix}12&-51&4\\6&167&-68\\-4&24&-41\end{pmatrix}}.}
Згадаймо, що ортонормальна матриця {\displaystyle Q} має таку властивість
{\displaystyle {\begin{matrix}Q^{T}\,Q=I.\end{matrix}}}
Тоді, ми можемо обчислити {\displaystyle Q} із застосувавши процес Грама — Шмідта так:
{\displaystyle U={\begin{pmatrix}\mathbf {u} _{1}&\mathbf {u} _{2}&\mathbf {u} _{3}\end{pmatrix}}={\begin{pmatrix}12&-69&-58/5\\6&158&6/5\\-4&30&-33\end{pmatrix}};}
{\displaystyle Q={\begin{pmatrix}{\frac {\mathbf {u} _{1}}{\|\mathbf {u} _{1}\|}}&{\frac {\mathbf {u} _{2}}{\|\mathbf {u} _{2}\|}}&{\frac {\mathbf {u} _{3}}{\|\mathbf {u} _{3}\|}}\end{pmatrix}}={\begin{pmatrix}6/7&-69/175&-58/175\\3/7&158/175&6/175\\-2/7&6/35&-33/35\end{pmatrix}}.}
Отже, ми маємо
{\displaystyle {\begin{matrix}Q^{T}A=Q^{T}Q\,R=R;\end{matrix}}}
{\displaystyle {\begin{matrix}R=Q^{T}A=\end{matrix}}{\begin{pmatrix}14&21&-14\\0&175&-70\\0&0&35\end{pmatrix}}.}

### Використовуючи перетворення Хаусхолдера

Відбиття Хаусхалдера для QR-розкладу: Ціллю є знаходження лінійного перетворення, що переводить вектор у вектор такої ж довжини колінеарний з. Ми могли б використати ортогональну проєкцію (Грам-Шмідт), але це було б чисельно нестабільно якщо вектори і майже ортогональні. Натомість, відбиття Хаусхолдера віддзеркалює щодо пунктирної лінії (обраної так, щоб розсікати навпіл кут між і). Найбільший можливий кут у такій трансформації становить 45 градусів.

Перетворення Хаусхолдера — це трансформація, яка приймає вектор і відбиває його від певної площини або гіперплощини. Ми можемо використати цю операцію для обчислення QR-розкладу m-на-n матриці {\displaystyle A} з m ≥ n.
Q можна використати, щоб відбивати вектор таким чином, щоб всі координати окрім однієї зникали.
Нехай {\displaystyle \mathbf {x} } буде довільним дійсним m-вимірним вектором стовпчиком {\displaystyle A} таким, що {\displaystyle \|\mathbf {x} \|=|\alpha |} для скаляра α. Якщо алгоритм втілюється із використанням арифметики з рухомою комою, тоді потрібно надати α знак протилежний до знаку k-ї координати {\displaystyle \mathbf {x} }, де {\displaystyle x_{k}} є опорною координатою після якої усі елементи дорівнюють нулю в кінцевій верхній трикутній формі матриці A, задля уникнення втрати розрядів. У комплексному випадку, встановіть
{\displaystyle \alpha =-\mathrm {e} ^{\mathrm {i} \arg x_{k}}\|\mathbf {x} \|}
і замініть транспонування на спряжене транспонування під час побудови Q далі.
Тоді, {\displaystyle \mathbf {e} _{1}} є вектором (1,0,...,0)T, ||·|| є Евклідовою нормою і {\displaystyle I} є m-by-m одиничною матрицею, встановимо
{\displaystyle \mathbf {u} =\mathbf {x} -\alpha \mathbf {e} _{1},}
{\displaystyle \mathbf {v} ={\mathbf {u}  \over \|\mathbf {u} \|},}
{\displaystyle Q=I-2\mathbf {v} \mathbf {v} ^{T}.}
Або, якщо {\displaystyle A} комплексна
{\displaystyle Q=I-(1+w)\mathbf {v} \mathbf {v} ^{H}}, де {\displaystyle w=\mathbf {x} ^{H}\mathbf {v} \mathbf {/} \mathbf {v} ^{H}\mathbf {x} }
де {\displaystyle \mathbf {x} ^{H}} — це ермітово-спряжений {\displaystyle \mathbf {x} }
{\displaystyle Q} є m-на-m матриця Хаусхолдера і
{\displaystyle Q\mathbf {x} =(\alpha ,0,\cdots ,0)^{T}.\,}
Це можна використати, щоб поступово трансформувати m-на-n матрицю A у верхню трикутну форму. Спершу ми множимо A на матрицю Хаусхолдера Q1 яку ми отримали для першого стовпчика. Це нам дає матрицю Q1A з нулями в першому стовпчику окрім першого рядка.
{\displaystyle Q_{1}A={\begin{bmatrix}\alpha _{1}&\star &\dots &\star \\0&&&\\\vdots &&A'&\\0&&&\end{bmatrix}}}
Це можна повторити для A′ (Q1A без першого рядка і першого стовпчика), в результаті маємо матрицю Хаусхолдера Q′2. Зауважте, що Q′2 менше ніж Q1. Оскільки ми бажаємо, щоб вона діяла на Q1A, а не на A′ нам потрібно розширити її додавши у верхній лівий кут 1, узагальнюючи:
{\displaystyle Q_{k}={\begin{pmatrix}I_{k-1}&0\\0&Q_{k}'\end{pmatrix}}.}
Після {\displaystyle t} ітерацій цього процесу, {\displaystyle t=\min(m-1,n)},
{\displaystyle R=Q_{t}\cdots Q_{2}Q_{1}A}
є верхньою трикутною матрицею. Отже, з 
{\displaystyle Q=Q_{1}^{T}Q_{2}^{T}\cdots Q_{t}^{T},}
{\displaystyle A=QR} є QR-розкладом {\displaystyle A}.
Цей метод має більшу числову стійкість ніж метод Грама-Шмідта.
Наступна таблиця наводить кількість операцій на k-му кроці QR-розкладення із використанням перетворення Хаусхолдера, припускаючи квадратну матрицю розміру n.
| Операція      | Кількість на k-му кроці                    |
| ------------- | ------------------------------------------ |
| множення      | {\displaystyle 2(n-k+1)^{2}}               |
| додавання     | {\displaystyle (n-k+1)^{2}+(n-k+1)(n-k)+2} |
| ділення       | {\displaystyle 1}                          |
| взяття кореня | {\displaystyle 1}                          |

Додаючи ці числа для усіх n − 1 кроків (для квадратної матриці розміру n), складність алгоритму (кількість множень з рухомою комою) задається
{\displaystyle {\frac {2}{3}}n^{3}+n^{2}+{\frac {1}{3}}n-2=O(n^{3}).}

#### Приклад
Обчислимо розклад для 
{\displaystyle A={\begin{pmatrix}12&-51&4\\6&167&-68\\-4&24&-41\end{pmatrix}}.}
Перше, нам потрібно знайти відбиття, що перетворює перший стовпчик матриці A, вектор {\displaystyle \mathbf {a} _{1}=(12,6,-4)^{T}}, у {\displaystyle \|\mathbf {a} _{1}\|\;\mathrm {e} _{1}=(14,0,0)^{T}.}
Тепер,
{\displaystyle \mathbf {u} =\mathbf {x} +\alpha \mathbf {e} _{1},}
і
{\displaystyle \mathbf {v} ={\mathbf {u}  \over \|\mathbf {u} \|}.}
Тут,
{\displaystyle \alpha =-14} and {\displaystyle \mathbf {x} =\mathbf {a} _{1}=(12,6,-4)^{T}}
Отже
{\displaystyle \mathbf {u} =(-2,6,-4)^{T}=({2})(-1,3,-2)^{T}} and {\displaystyle \mathbf {v} ={1 \over {\sqrt {14}}}(-1,3,-2)^{T}}, and then
{\displaystyle Q_{1}=I-{2 \over {\sqrt {14}}{\sqrt {14}}}{\begin{pmatrix}-1\\3\\-2\end{pmatrix}}{\begin{pmatrix}-1&3&-2\end{pmatrix}}}
{\displaystyle =I-{1 \over 7}{\begin{pmatrix}1&-3&2\\-3&9&-6\\2&-6&4\end{pmatrix}}}
{\displaystyle ={\begin{pmatrix}6/7&3/7&-2/7\\3/7&-2/7&6/7\\-2/7&6/7&3/7\\\end{pmatrix}}.}
Спостережемо що:
{\displaystyle Q_{1}A={\begin{pmatrix}14&21&-14\\0&-49&-14\\0&168&-77\end{pmatrix}},}
Отже, ми вже маємо майже трикутну матрицю. Нам лише потрібен нуль у чарунці (3, 2).
Візьмемо мінор (1, 1) і знову застосуємо процес до
{\displaystyle A'=M_{11}={\begin{pmatrix}-49&-14\\168&-77\end{pmatrix}}.}
Таким саме методом як і вище, отримуємо матрицю перетворення Хаусхолдера
{\displaystyle Q_{2}={\begin{pmatrix}1&0&0\\0&-7/25&24/25\\0&24/25&7/25\end{pmatrix}}}
після розширення.
Тепер, знайдемо
{\displaystyle Q=Q_{1}^{T}Q_{2}^{T}={\begin{pmatrix}6/7&-69/175&58/175\\3/7&158/175&-6/175\\-2/7&6/35&33/35\end{pmatrix}}}
Тоді
{\displaystyle Q=Q_{1}^{T}Q_{2}^{T}={\begin{pmatrix}0.8571&-0.3943&0.3314\\0.4286&0.9029&-0.0343\\-0.2857&0.1714&0.9429\end{pmatrix}}}
{\displaystyle R=Q_{2}Q_{1}A=Q^{T}A={\begin{pmatrix}14&21&-14\\0&175&-70\\0&0&-35\end{pmatrix}}.}
Матриця Q є ортогональною і R є верхньою трикутною, отже A = QR і є шуканим QR-розкладом.